# 考塔考塔尼湖
18°11′S 69°13′W / 18.183°S 69.217°W

考塔考塔尼湖是智利的湖泊，位於該國北部，由阿里卡和帕里納科塔大區負責管轄，毗鄰與玻利維亞接壤的邊境，面積6平方公里，海拔高度4,350米，平均水深10米。